# Diane Denish
Diane Daniels Denish (Hobbs, 7 de marzo de 1949) es una política estadounidense miembro del Partido Demócrata. 

## Biografía
Nació el 7 de marzo de 1949 en Hobbs, Nuevo México. Su padre, Jack Daniels, fue un destacado político de Nuevo México y hermano de Bill Daniels. Obtuvo su licenciatura en la Universidad de Nuevo México en 1971. Antes de ingresar a la política, era dueña y operaba The Target Group, una pequeña empresa especializada en investigación de mercado y recaudación de fondos para organizaciones sin fines de lucro. Disfruta cocinar en su tiempo libre.
Primero buscó la vicegobernación en las elecciones de 1998 como compañera de fórmula de Marty Chávez, pero en las elecciones generales fueron derrotados por la fórmula republicana Gary Johnson y Walter Dwight Bradley 55% -45%. Fue elegida y reelegida como vicegobernador como compañera de fórmula de Bill Richardson en las elecciones de 2002 y 2006. En su calidad de vicegobernadora, apoyó legislación para aumentar los fondos de microcréditos y establecer regulaciones más estrictas sobre los prestamistas de día de pago. También apoyó legislación para establecer la inscripción voluntaria en educación preescolar para todos los niños de cuatro años de Nuevo México y la legislación para combatir a los fabricantes y comerciantes de metanfetamina que se dirigen a los niños.
Comenzó a prepararse para su candidatura a gobernador temprano y en 2007 ya había acumulado un cofre de guerra de más de $1 millón de dólares. Hubo especulaciones iniciales de que Denish se postularía en las elecciones de 2008 para el escaño en el Senado de los Estados Unidos que dejó vacante Pete Domenici, pero ella descartó postularse. Se postuló para gobernadora de Nuevo México en las elecciones estatales de 2010, sin oposición en las primarias demócratas y ganó la nominación demócrata, pero la fórmula demócrata de Denish y Brian Colón fue derrotada por la fórmula republicana Susana Martínez y John Sánchez el 2 de noviembre.